# Kaspische Senke

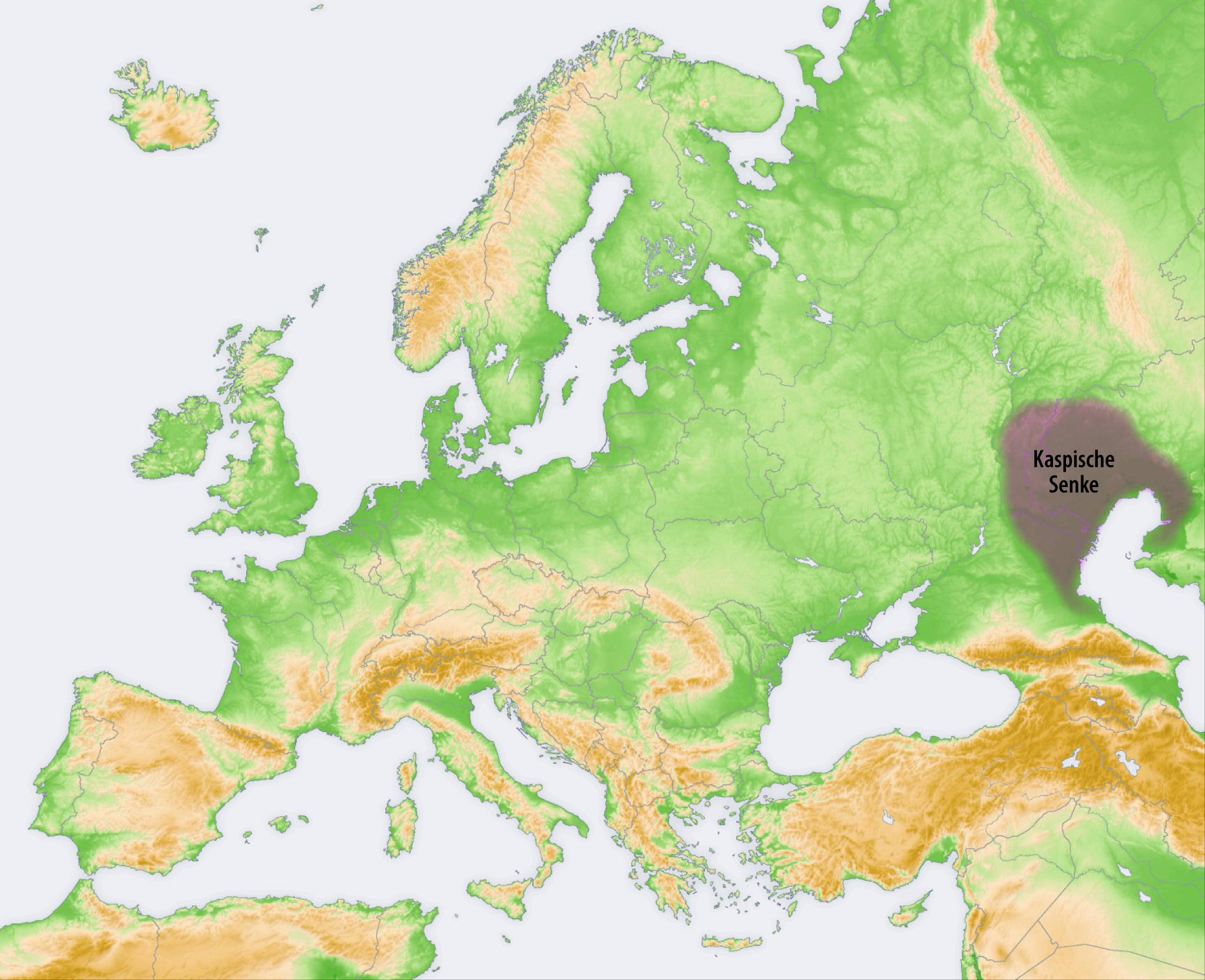
Lage der kaspischen Senke

Die Kaspische Senke ist eine etwa 600.000 km² große Depression innerhalb der Aralo-Kaspischen Niederung im südöstlichen Europa und westlichen Asien.
Sie umfasst nicht nur die feuchten und sumpfigen Schwemmgebiete von Ural und Wolga nördlich des Kaspischen Meeres, sondern auch das gesamte bis zu 1023 m tiefe auf 995 m Tiefe mit Wasser gefüllte Becken dieses Sees und dessen unter dem Meeresspiegel liegende Uferbereiche. Die tiefste – trocken liegende – Stelle der Senke befindet sich östlich des Kaspischen Meeres, wo sich das Gelände in der Karagije-Senke 132 m unter der 0-Meter-Höhenlinie befindet.
Der höchste Punkt in der Kaspischen Senke ist der Berg Bolschoje Bogdo am Salzsee Baskuntschak.
An der Kaspischen Senke haben Aserbaidschan, Kasachstan, Iran, Russland und Turkmenistan Anteil.